# Malaysias Grand Prix 2002
Malaysias Grand Prix 2002 var det andra av 17 lopp ingående i formel 1-VM 2002.

## Resultat
1. Ralf Schumacher, Williams-BMW, 10 poäng
2. Juan Pablo Montoya, Williams-BMW, 6
3. Michael Schumacher, Ferrari, 4
4. Jenson Button, Renault, 3
5. Nick Heidfeld, Sauber-Petronas, 2
6. Felipe Massa, Sauber-Petronas, 1
7. Allan McNish, Toyota
8. Jacques Villeneuve, BAR-Honda
9. Takuma Sato, Jordan-Honda
10. Pedro de la Rosa, Jaguar-Cosworth
11. Heinz-Harald Frentzen, Arrows-Cosworth
12. Mika Salo, Toyota
13. Giancarlo Fisichella, Jordan-Honda

### Förare som bröt loppet
- Rubens Barrichello, Ferrari (varv 39, motor)
- Mark Webber, Minardi-Asiatech (34, elsystem)
- Eddie Irvine, Jaguar-Cosworth (30, hydraulik)
- Alex Yoong, Minardi-Asiatech (29, växellåda)
- Kimi Räikkönen, McLaren-Mercedes (24, motor)
- Enrique Bernoldi, Arrows-Cosworth (20, bränsletryck)
- David Coulthard, McLaren-Mercedes (15 motor)
- Olivier Panis, BAR-Honda (9, koppling)
- Jarno Trulli, Renault (9, överhettning)

## VM-ställning
| Förarmästerskapet 1. Michael Schumacher, Ferrari, 14 2. Juan Pablo Montoya, Williams-BMW, 12 3. Ralf Schumacher, Williams-BMW, 10 | Konstruktörsmästerskapet 1. Williams-BMW, 22 2. Ferrari, 14 3. McLaren-Mercedes, 4 |